# Hamilton Cuffe (5e comte de Desart)
Hamilton John Agmondesham Cuffe (30 août 1848 - 4 novembre 1934) est un pair et avocat irlandais.

## Jeunesse
Cuffe est le deuxième fils de John Cuffe (3e comte de Desart) et de sa femme, Lady Elizabeth Campbell . Il a une sœur aînée, Lady Alice Mary Cuffe, et un frère, William Cuffe, et un jeune frère, le capitaine Otway Cuffe. Sa sœur aînée épouse John Henniker-Major (5e baron Henniker) et est mère de douze enfants.
Ses grands-parents paternels sont John Cuffe (2e comte de Desart), et Catherine, fille de Maurice O'Connor. Sa mère est la troisième fille de John Campbell (1er comte Cawdor) (un fils de John Campbell (1er baron Cawdor)) et de Lady Elizabeth Thynne, fille de Thomas Thynne (2e marquis de Bath) .

## Carrière
Au début de sa vie, il est aspirant dans la Royal Navy, avant de devenir avocat en 1872. En 1877, il est nommé secrétaire du Comité de la magistrature et avocat du Trésor un an plus tard. En 1894, il est nommé Compagnon de l'Ordre du Bain et procureur du Trésor cette année-là, ainsi que procureur de la Reine et directeur des poursuites pénales .
De 1917 à 1918, il participe en tant que délégué unioniste à la Convention irlandaise.
En 1920, il est également nommé Lord Lieutenant de Kilkenny, poste qu'il occupe jusqu'à la formation de l'État libre d'Irlande en 1922, lorsque toutes les lieutenances seigneuriales d'Irlande (à l'exception de celles d'Irlande du Nord) sont abolies.
En 1898, il hérite du comté de Desart de son frère aîné, William (qui meurt sans héritier mâle) et est promu chevalier commandant de l'ordre du Bath .
En 1909, Desart est créé baron Desart dans la pairie du Royaume-Uni, ce qui lui permet de siéger à la Chambre des lords (ses autres titres étant dans la pairie d'Irlande, ce qui ne lui donne pas droit à un siège) . En 1913, il est admis au Conseil privé et nommé chevalier de St Patrick en 1919 .

## Vie privée
Le 19 juillet 1876, Lord Desart épouse sa deuxième cousine, Lady Margaret Joan Lascelles (1853–1927), la deuxième fille de Henry Lascelles (4e comte de Harewood) par sa première épouse, Lady Elizabeth Joanna de Burgh, fille d'Ulick de Burgh (1er marquis de Clanricarde). Ils ont deux filles:
- Joan Elizabeth Mary Cuffe (1877–1951), qui épouse Harry Lloyd-Verney (en). Ils ont trois fils et une fille, Joan Verena Verney (décédée à 30 ans), mère de Gustavus Hamilton-Russell (10e vicomte Boyne) (en) (1931–1995).
- Sybil Marjorie Cuffe (1879–1943), qui épouse (1) le 30 avril 1901 William Bayard Cutting Jr. (en) (1878-1910), fils de William Bayard Cutting (en) secrétaire de l'ambassade des États-Unis à la Cour de Saint-James, avec qui elle a une fille Iris Origo (en) (1902–1988); (2) 23 avril 1918 (div 1926) Geoffrey Scott (1884–1929), le secrétaire de Bernard Berenson et un historien de l'architecture (3) 8 décembre 1926 Percy Lubbock (1879–1965), frère de John Lubbock, 1er baron Avebury. Sybil Lubbock est décédée le 31 décembre 1943[6]

Comme Desart est le dernier descendant masculin d'Otway Cuffe (1er comte de Desart) et meurt sans héritiers mâles en 1934, ses titres s'éteignent .